# Akádie
Akádie nebo též Akadie (francouzsky Acadie, anglicky Acadia) označuje region na východním pobřeží Ameriky a dnes zahrnuje kanadské provincie Nové Skotsko a Nový Brunšvik, menší část provincie Québec (na poloostrově Gaspé), stát USA Maine a francouzské souostroví Saint Pierre a Miquelon.

## Historie
V roce 1604 připlula do ústí řeky St.-Croix (dnes na hranicích Maine a Nového Brunšviku) skupina francouzských osadníků vedených Samuelem de Champlainem. Nejprve se osadníci usídlili na ostrůvku v ústí řeky, avšak po kruté zimě na přelomu let 1604/05, během které zahynula polovina z nich hladem, se přeplavili na protější stranu zálivu Fundy, kde vybudovali osadu Port Royal. V roce 1613 ji napadli a zničili Angličané z Virginie.
Ve dvacátých letech 17. století se zde pokusil založit kolonii Nové Skotsko skotský šlechtic William Alexander, ale oblast zůstala v držení Francie, která ji v roce 1654 vyměnila s Anglií za ostrov Svatý Kryštof. Protože však Anglie svou část dohody nedodržela, Francie roku 1670 převzala správu oblasti celkem bez nesnází zpět. Počet obyvatel se zvyšoval velice pomalu. Místní obyvatelé se živili především rybolovem a mnozí se po skončení sezóny vraceli domů, do zámoří. Zůstávali spíše jednotlivci, takže v roce 1671 zde žilo jen 400 Francouzů a v roce 1714 zhruba 2900.
Během války o dědictví španělské se Angličané dvakrát pokusili Port Royal dobýt: v letech 1704 a 1707). Uspěl až jejich třetí pokus v roce 1710 a na základě Utrechtského míru získali v roce 1713 do svého držení. Od začátku panovaly nejasnosti, zda Francie postoupila Akádii celou nebo pouze oblast kolem zálivu Fundy (interpretace pojmu „staré hranice“) a spory o budoucnost zdejších francouzských osadníků, tzv. Akaďanů. Část jich sice odešla na ostrovy Saint-Jean a Royale (dnes ostrov Prince Edwarda a ostrov Cape Breton), nicméně většina se rozhodla zůstat ve svých domovech. Britové souhlasili pod podmínkou, že odpřisáhnou věrnost jejich panovníkovi, což se Akaďanům příliš nezamlouvalo. Dohoda z roku 1730 nakonec vedla ke kompromisu: akadští Francouzi odpřisáhli věrnost Britské koruně s podmínkou, že ta po nich nebude žádat, aby bojovali proti Francii.

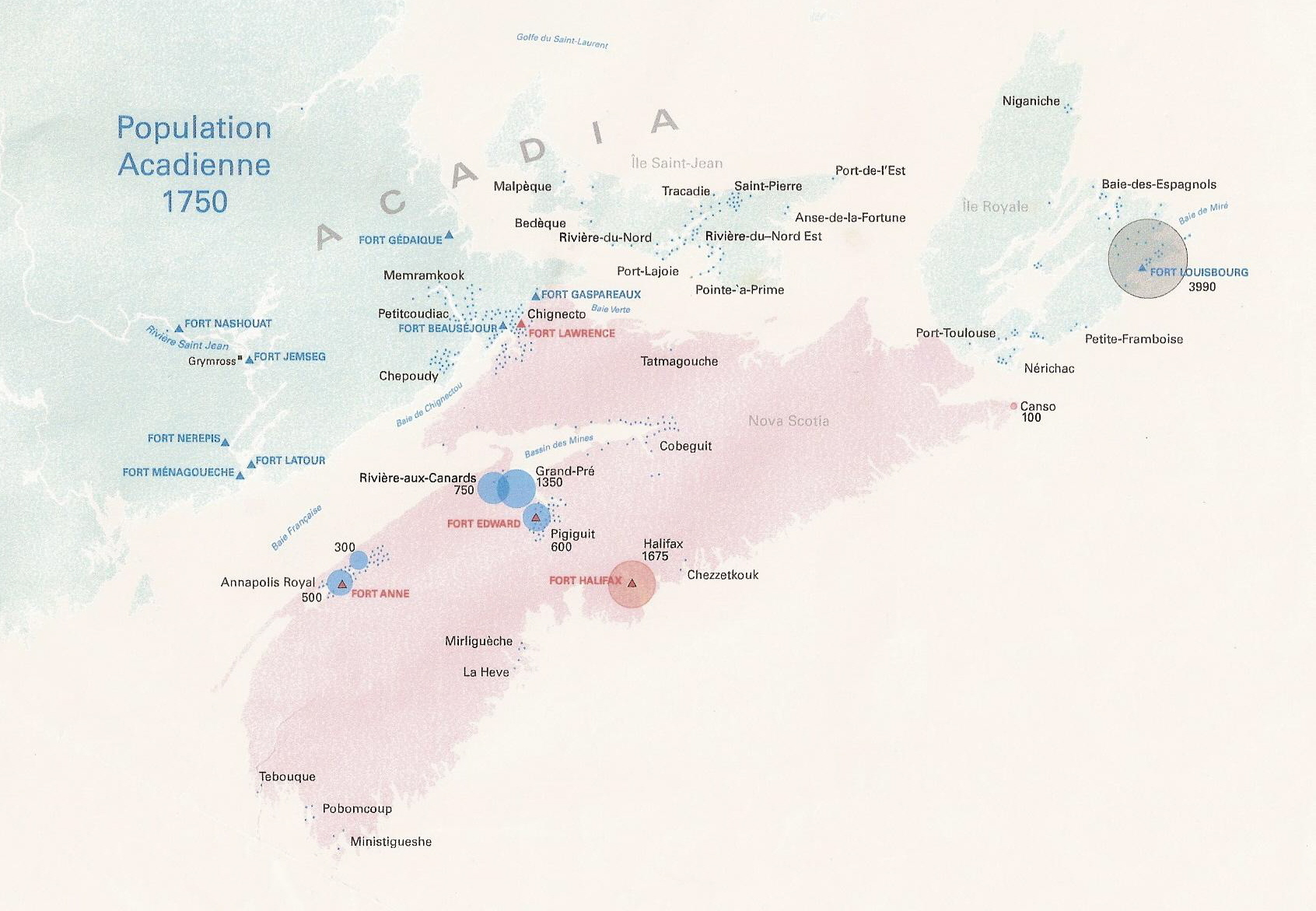
Akádie v roce 1750

Během válek o rakouské dědictví se Francouzi dvakrát (1744 a 1746) snažili dobýt Akádii zpět. Po obnovení bojů v roce 1755 se místní úřady rozhodly přimět Akaďany k bezpodmínečné poslušnosti Koruně. Když s ohledem na dohodu z roku 1730 odmítli, rozhodly britské úřady a vojsko o odsunu obyvatelstva označovaném později za Grand Dérangement („Veliký zmatek“/„rozházení“). Na podzim 1755 deportovalo britské vojsko 5 000–6 500 osob. Cílem vysídlenců se stalo Třináct kolonií, z nichž ale většina odmítla vyhnance přijmout a deportovala je dál, nebo je uvěznila. V roce 1758 jejich řady rozšířili Akaďané deportovaní po dobytí francouzské pevnosti Louisbourg z ostrova Royale. Jednalo se o dalších 3 500–4 000 osob. V souvislostmi s těmito deportacemi se často Grand Dérangement považuje za první a zřejmě jedinou etnickou čistku v Americe spáchanou na neindiánském obyvatelstvu. Už během války řada vyhnanců nalezla útočiště ve Francii, Francouzské Guyaně, v Louisianě a na Haiti, odkud ale později odešla z větší části opět do Louisiany, kde splynutím s místními kreoly vytvořili etnikum Cajunů. Malá část našla útočiště na Saint Pierru a Miquelonu, kde se v letech 1778 a 1793 stala cílem dalších dvou britských deportací. Část Akaďanů se do oblasti vždy vrátila a dnes tvoří významnou složku populace především v Novém Brunšviku.

## Galerie

Moderní vlajka Akádie přijatá v roce 1884
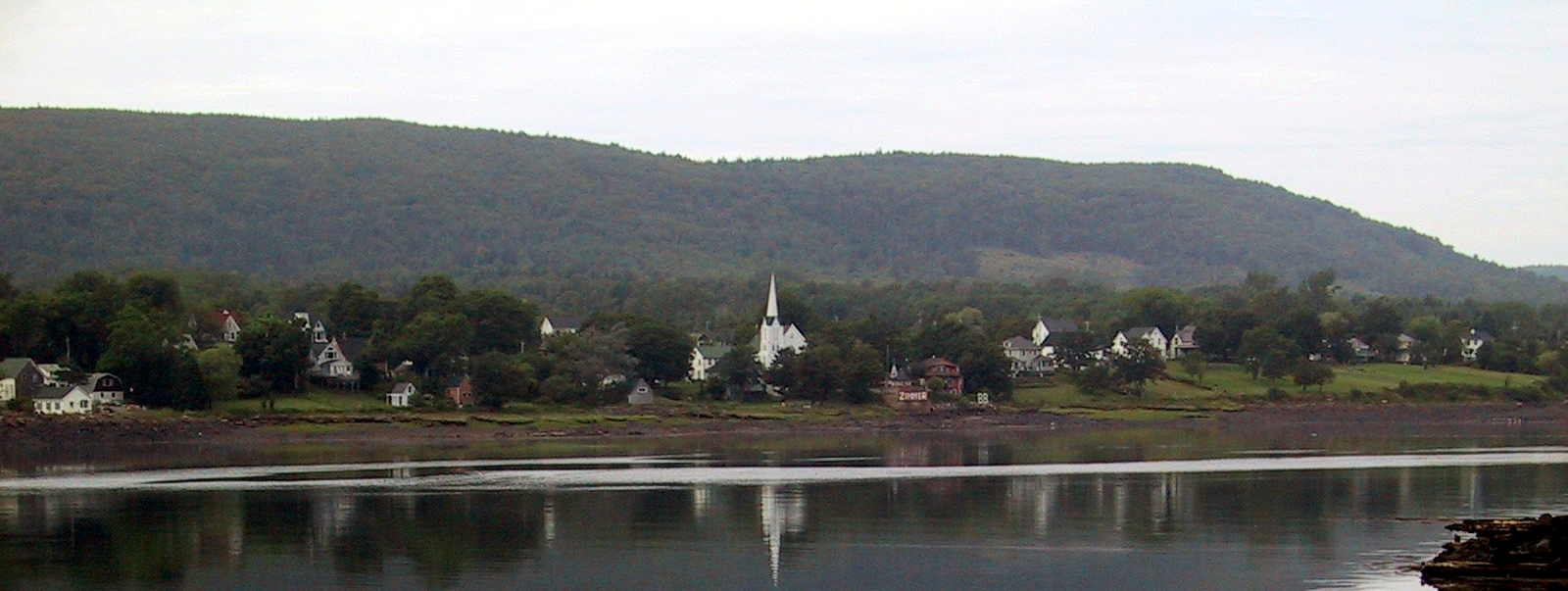
Port Royal
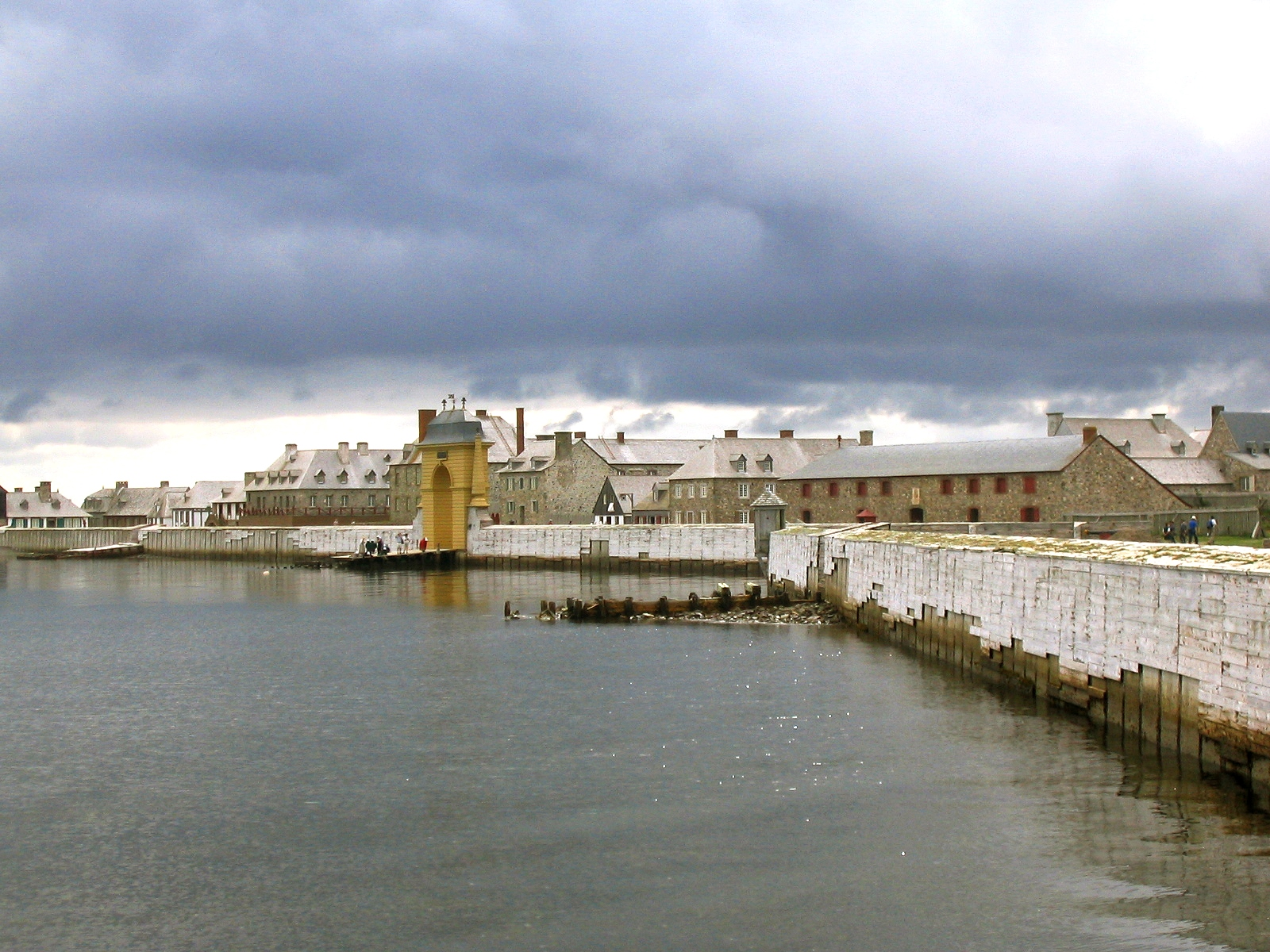
skanzen: Pevnost Louisbourg
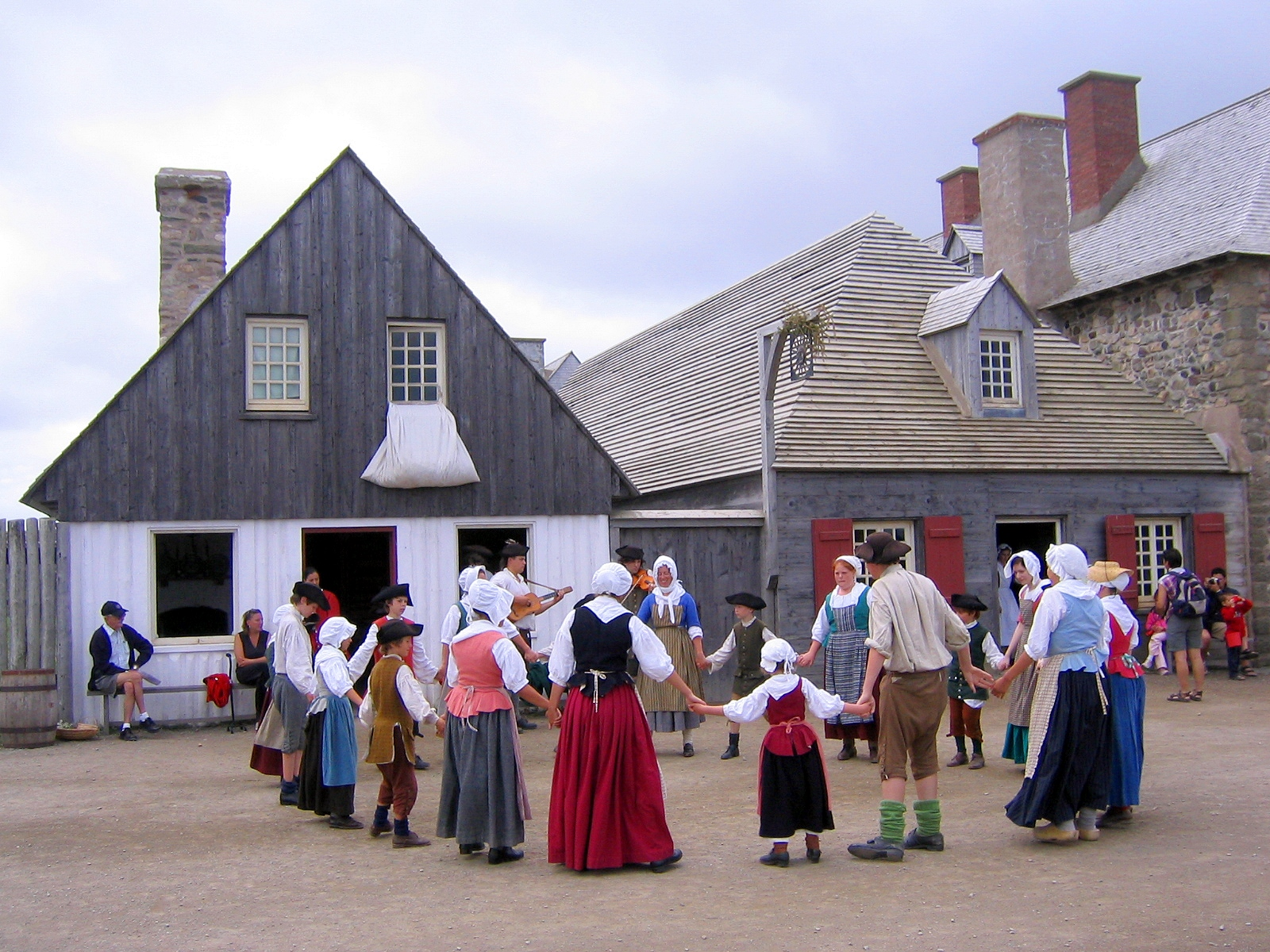
skanzen: Pevnost Louisbourg
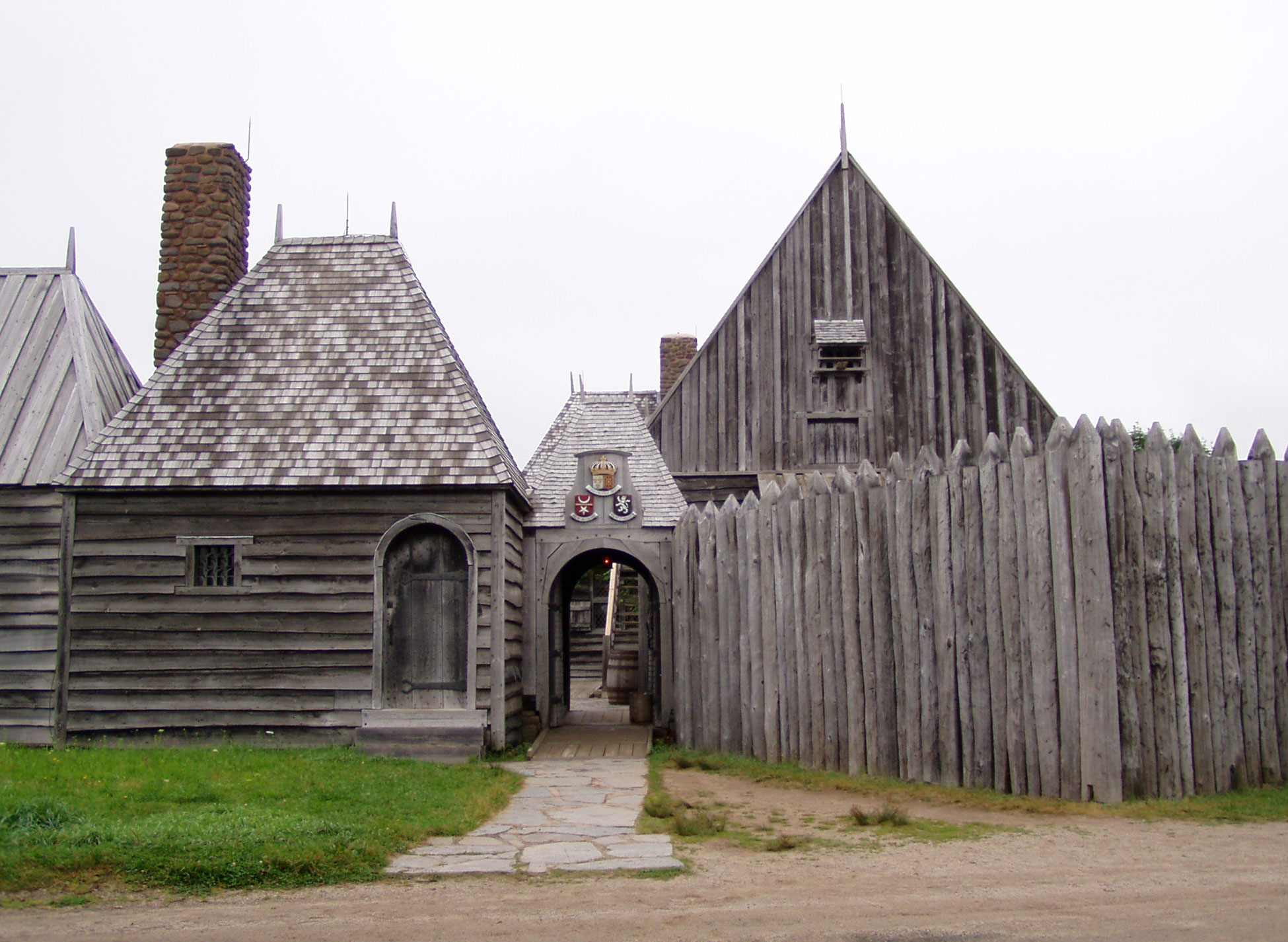
skanzen: Champlainova tvrz v Port Royal
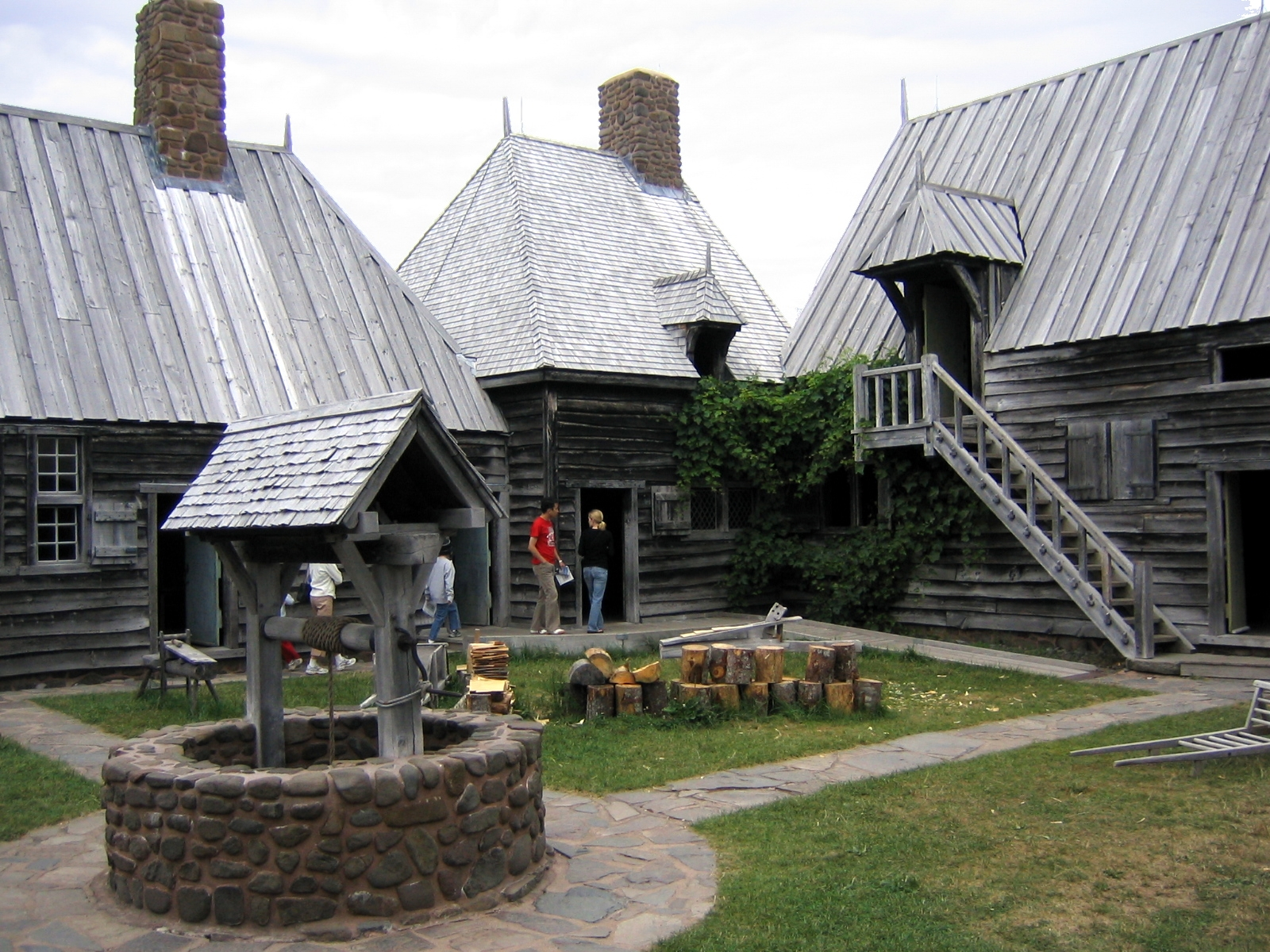
skanzen: Champlainova tvrz v Port Royal